# Charlotte-Wilhelmine d'Anhalt-Bernbourg
Titre
Princesse consort de Schwarzbourg-Sondershausen
4 février 1760 – 26 avril 1777
(17 ans, 2 mois et 22 jours)
Charlotte Wilhelmine d'Anhalt-Bernbourg (Bernbourg, 25 août 1737 – Sondershausen, 26 avril 1777) est une noble d'Anhalt-Bernbourg et la princesse consort de Schwarzbourg-Sondershausen.

## Biographie
Elle est la fille de Victor-Frédéric d'Anhalt-Bernbourg, prince d'Anhalt-Bernbourg de 1721 à 1765, et de sa seconde épouse, Sophie-Albertine-Frédérique de Brandebourg-Schwedt.
Elle épouse Christian-Günther III de Schwarzbourg-Sondershausen. Le mariage est célébré à Bernbourg le 4 février 1760 et renforce le lien entre les Maisons d'Ascanie et de Schwarzbourg, déjà unis par le mariage.
Charlotte Wilhelmine donne naissance à six enfants:
- Günther-Frédéric-Charles Ier de Schwarzbourg-Sondershausen (1760-1837), prince de Schwarzbourg-Sondershausen
- Catherine Charlotte Frédérique Albertine (1761-1801) ∞, en 1790 avec le prince Frédéric-Christian Charles Albert de Schwarzbourg-Sondershausen
- Günther Albert Auguste (1767-1833), prince de Schwarzbourg-Sondershausen
- Caroline Auguste Albertine (1769-1819), nonne à Herford
- Albertine Wilhemine (1771-1829) ∞ 1795-1801 au duc Ferdinand Frédéric Auguste de Wurtemberg
- Jean-Charles Günther (1772-1842), prince de Schwarzbourg-Sondershausen qui épouse Güntherine de Schwarzbourg-Sondershausen.

Elle est décédée le 26 avril 1777. Son mari, qui a eu quatre enfants illégitimes par quelques maitresses, ne s'est pas remarié.